# 353
Évszázadok: 3. század – 4. század – 5. század
Évtizedek: 300-as évek – 310-es évek – 320-as évek – 330-as évek – 340-es évek – 350-es évek – 360-as évek – 370-es évek – 380-as évek – 390-es évek – 400-as évek
Évek: 348 – 349 – 350 – 351 –  352 – 353 – 354 – 355 – 356 – 357 – 358

## Események

### Római Birodalom
- II. Constantius császárt és Constantius Gallus caesart választják consulnak.
- II. Constantius nyáron benyomul Galliába és a Mons Seleucus-i csatában legyőzi a trónkövetelő Magnentiust, aki öngyilkos lesz.
- Constantius a Galliába betörő alemannok ellen hadakozik, majd Arelatéban (Arles) telel. Liberius pápa levelet ír a császárnak az antiariánus Alexandriai Athanasziosz ügyének rendezésére. Az ariánusok felé húzó Constantius tanácskozást hív össze a városba, ahol nyomására a pápai legátusok elítélik Athanaszioszt. A pápa nem fogadja el a nyilatkozatot és új zsinatot hirdet Mediolanumba.
- Constantius Britanniába küldi megbízottját, Paulus Catenát Magnentius híveinek letartóztatására. Paulus visszaél helyzetével, bizonyítékok nélkül fogat le polgárokat. Flavius Martinus kormányzó felelősségre vonja, mire Paulus őt is árulással vádolja. Flavius Martinus a kardjával támad rá, de nem sikerül megölnie a császári megbízottat és ezután öngyilkos lesz.
- Gabonahiány sújtja Antiochiát. Constantius Gallus, a birodalom keleti részének kormányzója a szegények érdekében megszabja az élelmiszerek felső árát, amivel magára haragítja a helyi vagyonos osztályt. Gallus varázslással vádol gazdag polgárokat, kivégezteti őket, vagyonukat pedig elkobozza.

### Kína
- Vang Hszi-cse kalligráfus elkészíti leghíresebb, "Bevezető az orchideapavilon gyűjteményéhez" c. művét, amelyet azóta is a kínai folyóírás legszebb képviselőjének tartanak és számtalanszor lemásoltak.

## Születések
- Nolai Szent Paulinus, keresztény költő, író
- Szent Vigilius, Trento püspöke

## Halálozások
- Augusztus 11. – Magnentius, római trónkövetelő
- Augusztus 18. – Magnus Decentius, Magnentius öccse és kijelölt örököse

## Fordítás
- Ez a szócikk részben vagy egészben  a(z)   353 című angol Wikipédia-szócikk ezen változatának fordításán alapul.  Az eredeti cikk szerkesztőit annak laptörténete sorolja fel. Ez a jelzés csupán a megfogalmazás eredetét és a szerzői jogokat jelzi, nem szolgál a cikkben szereplő információk forrásmegjelöléseként.